# Amphipyra brayi
Amphipyra brayi är en fjärilsart som beskrevs av Lambert-Joseph-Louis Lambillion 1907. Amphipyra brayi ingår i släktet Amphipyra och familjen nattflyn. Inga underarter finns listade i Catalogue of Life.